# Хеббель, Кристиан Фридрих
Фридрих Кристиан Хеббель (также Геббель, нем. Friedrich Hebbel; 18 марта 1813, Вессельбурен Гольштейн — 13 декабря 1863, Вена) — немецкий драматург. Лауреат премии Шиллера (1863).
Крупнейший драматург в период между Шиллером и Гофмансталем. 

## Биография
Сын голштинского каменщика; воспитывался в строгом протестантском духе и вырос, терпя материальные лишения, в народной среде, полной древних сказаний и суеверий; эта среда определила склонность Хеббеля к мистицизму, к которому он тяготел в течение всей своей жизни.
Психология Хеббеля сложилась в период гегельянства и предшествования объединения Германии. Ещё студентом в Гейдельберге он охарактеризовал своё время как эпоху, когда «готовится решение на целое тысячелетие»; он рано понял, что в его век столкнулись два мира: феодализм и капитализм.
В первое время он находился под влиянием романтиков — Уланда, Клейста, и, особенно, И. Гёрреса. Уже тогда выявилось и внутреннее противоречие в мировоззрении Хеббеля, противоречие между его склонностью к мистицизму и рационалистическими устремлениями эпохи.
От романтиков Хеббель повернул к «Молодой Германии» и одно время даже сотрудничал в «Телеграфе» К. Гуцкова. Но половинчатость, вечное колебание младогерманцев отталкивали его.
Основной задачей своей жизни он считал «символизацию внутренних переживаний, поскольку они выразились в значительных моментах». Для этой «символизации» Хеббель старался приспособить трагедию классицизма и романтизма (в переработанной Грильпарцером форме), превращая её в арену борьбы проблем современности.
Основной проблемой создатель современной бюргерской психологической драмы, каковым является Хеббель, считал взаимоотношение индивидуума с обществом.
Познакомившись с философией Гегеля и его диалектикой, Хеббель переносит все социальные конфликты своего времени из мира реального в мир идей и признаёт борьбу идей высшим принципом драматического искусства вообще; развертывание общественных коллизий и вечный прогресс Хеббель мыслил по гегелевской триаде: старое и новое, уходящее и становящееся сталкиваются и в страстных муках рождают новую форму бытия.
При таких исторических столкновениях становится особенно ясной необходимость в сильном индивидууме для выявления вечной идеи. В противоречии со становящимся, погибая в борьбе с «всеобщностью», индивид создаёт новое бытие.
Идя своим путём, сильный человек совершает преступление, ибо отделяется от целого, к которому принадлежит, но это преступление неизбежно: на нём зиждется прогресс «мирового организма».
В этой неизбежности Хеббель видит сущность трагического. Для разрешения этих конфликтов Хеббель в своих первых двух трагедиях («Юдифь», 1841 и «Женевьева», 1843) нуждался ещё в сверхчеловеке, в святых.
В первой трагедии сказывается влияние младогерманцев (эмансипация женщин), а во второй — влияние романтизма и воскрешенных им средневековых «народных книг».
Несомненно, что «Молодая Германия» вызвала в Хеббеле интерес к современным социальным вопросам. Когда в 1843 Хеббель познакомился в Париже с радикальной немецкой эмиграцией (А. Руге, Гейне и др.), он там же написал социальную трагедию «Мария Магдалина» (1844), в которой дана картина гибели ремесленного мира с его узким кругозором, старой моралью и предрассудками.
Здесь уже нет сверхчеловека и отсутствует личная вина героев: все действуют по законам социальной необходимости. Трагедия в том, что действующие лица не понимают происходящего вокруг них. «Мария Магдалина» — похоронная песня миру, из которого вышел сам поэт. После путешествия в Италию Хеббель поселился в Вене.
Там он написал в романтическом духе две слабых трагедии — «Юлия» и «Трагедия в Сицилии». Революцию 1848 Хеббель встретил со смешанным чувством: он боялся «безумия коммунизма», который разрушает культуру.
Пока борьба шла за конституцию, он принимал деятельное участие в движении, агитировал за свободу союзов, печати и т. п. и выставил свою кандидатуру во франкфуртский и австрийский парламенты, куда однако не был избран.
Но когда революционная борьба приняла более резкие формы, он в своих корреспонденциях в аугсбургскую «Всеобщую газету» выступил против левой демократии, хотя отрицательно отзывался и о реакции. Своим идеалом он считал конституционную монархию и примирение революции с реакцией. В 1850-х и 1860-х гг. Хеббель проповедовал объединение Германии.
Выражая таким образом идеи наиболее умеренной буржуазии, Хеббель в пореволюционный период своего творчества создал высшие образцы психологической драмы, связывая всегда столкновение двух мировоззрений в мировой истории с борьбой мужской и женской психики: в трагедии «Ирод и Марианна» (1850) азиатско-деспотический мир (в лице Ирода) погибает при столкновении с западно-римской культурой и только что нарождающимся христианством (в лице Марианны); языческий эгоизм побеждается христианским альтруизмом, новым пониманием индивидуума.
В другой трагедии — «Гиг и его кольцо» (1856) — герой (Кандавл) согрешил, совершив «бесчестный» в смысле тогдашней морали поступок, и должен поэтому погибнуть. Эта трагедия является апологией «идеи обычая и нравственности»; Кандавл, умирая, сознаёт себя виновным: лишь тот смеет нарушить «сон мира» и вводить реформы, кто в состоянии дать что-нибудь более возвышенное, чем то, что уже существует (направлено против революционных требований 1848).
Ещё более характерна для мировоззрения Хеббель этого времени трагедия «Агнеса Бернауэр» (1855), где на фоне борьбы средневекового бюргерства с патрициями показываются взаимоотношения индивида и общества: как бы велик и гениален ни был индивид (герцог), он должен подчиняться законам и традициям общества, так как общество, государство выражает идею и волю всего человечества, — в индивиде же развиваются лишь некоторые элементы общечеловеческой идеи.
Агнеса же — эта современная амазонка из бюргерства, в которую герцог влюбился, — также должна погибнуть, ибо уже одно её существование грозит гибелью государству и многим тысячам его граждан. В лице герцога и Агнесы Хеббель хотел показать вредность «безумного стремления к эмансипации личности» как с точки зрения революционной, так и консервативной партий.
И наконец в грандиозной трилогии «Нибелунги» (1862), в которой гениальность Хеббеля выражена ярче всего, — опять сталкиваются два враждебных мира: язычество и христианство. Характернейшее художественное свойство драм Хеббеля — это перенесение диалектики мирового процесса на характеры героев: каждое действующее лицо, каждая речь и каждая сцена развиваются в тезисах и антитезисах, чтобы иллюстрировать противоречие между субъектом и объектом, индивидуумом и обществом. Драмы насыщены напряженными моментами и внутренними противоречиями, сцены с их логической необходимостью действуют угнетающе.
Хеббель писал также стихи («Gedichte», 1842, «Neue Gedichte», 1848) и комедии («Diamant», 1847, «Rubin», 1851), но они не имеют большого значения в его творчестве.
Гораздо важнее для понимания Хеббеля его поэма «Мать и ребенок» (1859), где он старается смягчить классовый антагонизм между бедными и богатыми и восхваляет нравственность и буржуазный брак как непоколебимые устои государства.
Хеббель оставил кроме того ряд драматических фрагментов: так он взялся за обработку сюжета «Димитрия», которым он хотел открыть новый период своего творчества, посвященный изображению крупных исторических конфликтов более близкой эпохи; начал драму «Первый смертный приговор» (1848), в которой хотел показать выгоды и неизбежность конституционного управления; задумал драму «Zu irgend einer Zeit» — «драму будущего», где должен был изобразить общественный строй, основанный на подчинении идеи индивидуализма идее общечеловечности. Большое значение для понимания его творчества имеют также его дневники, изданные в 1885 и охватывающие всю жизнь Хеббель с 20-летнего возраста.
При жизни он был мало популярен. Лишь когда в конце XIX и начале XX веков мелкобуржуазные и радикальные литературные течения поставили социальный вопрос в заостренной форме, общество вернулась к геббелевским концепциям социальных конфликтов, осложненным «общечеловеческими» и сексуальными проблемами.
Попытка популяризировать его драмы в России была сделана театром Комиссаржевской.
В честь «Юдифи» Хеббеля назван астероид (664) Юдифь, открытый в 1908 году.
В честь «Женевьева» Хеббеля назван астероид (680) Геновева, открытый в 1909 году.